# Jack Alexy
John Carroll "Jack" Alexy (Morristown, New Jersey, 19 januari 2003) is een Amerikaanse zwemmer, gespecialiseerd in de vrije slag. Hij vertegenwoordigde de Verenigde Staten op de Olympische Zomerspelen 2024 waar hij een gouden en zilveren medaille behaalde.

## Carrière
Alexy kon zich in 2023 kwalificeren voor de WK in Fukuoka. Op zijn eerste internationaal kampioenschap behaalde Alexy 5 medailles. Individueel behaalde Alexy zilver op zowel de 50m vrije slag als de 100m vrije slag, respectievelijk achter de Australiërs Cameron McEvoy en Kyle Chalmers. Samen met Ryan Held, Chris Guiliano en Matt King zwom Alexy naar brons in de finale van de 4x100m vrije slag. In de finale van de 4x100m wisselslag behaalde Alexy aan de zijde van Ryan Murphy, Nic Fink en Dare Rose naar een eerste wereldtitel. Verder zwom Alexy met Matt King, Abbey Weitzeil en Kate Douglass naar zilver op de 4x100m vrije slag gemengd.
In 2024 kwalificeerde Alexy zich voor de OS van Parijs. Individueel kon Alexy zich plaatsen voor de finale van de 100 meter vrije slag. In deze finale eindigde Alexy op de 7e plaats. Als startzwemmer van het Amerikaanse estafetteteam behaalde Alexy Olympisch goud in de 4x100m vrije slag. Het Amerikaanse viertal bestond verder uit Chris Guiliano, Hunter Armstrong en Caeleb Dressel. Omwille van zijn deelname in de series kreeg Alexy ook een zilveren medaille toebedeeld op de 4x100m vrije slag. Op het einde van 2024 behaalde Alexy 5 medailles op de Wereldkampioenschappen kortebaanzwemmen in Boedapest. Alexy won, samen met Luke Hobson, Kieran Smith en Chris Guiliano de finale van de 4x100 meter vrije slag in een wereldrecord-tijd van 3.01,66. Individueel won Alexy de 100 meter vrije slag, zijn eerste wereldtitel.
Ook op de Wereldkampioenschappen zwemmen 2025 in Singapore was Alexy goed voor 5 medailles. Aan de zijde van Patrick Sammon, Kate Douglass en Torri Huske zwom Alexy dit keer naar een wereldrecord op de 4×100 meter vrije slag voor gemengde teams. In de halve finale van de 100 meter vrije slag zwom Alexy een tijd van 46,81 seconden, een nieuw Amerikaans record en tevens de 3e snelste tijd aller tijden. In de finale moest Alexy de duimen leggen voor de Roemeen David Popovici.

## Internationale toernooien
| Jaar | Olympische Spelen                                                                          | WK langebaan                                                                                         | WK kortebaan                                                                                         | PanPacs | Pan-Ams       |
| ---- | ------------------------------------------------------------------------------------------ | --- | --- | ------- | ------------- |
| 2023 |                                                                                            | 50m vrije slag · 100m vrije slag · 4x100m vrije slag · 4x100m wisselslag · 4x100m vrije slag gemengd | |         | geen deelname |
| 2024 | 7e 100m vrije slag · 4x100m vrije slag · 4x100m wisselslag · Alexy zwom enkel in de series | geen deelname                                                                                        | 50m vrije slag · 100m vrije slag · 4x100m vrije slag · 4x100m wisselslag · 4x100m wisselslag gemengd |         |               |
| 2025 |                                                                                            | 50m vrije slag · 100m vrije slag · 4x100m vrije slag · 4x100m wisselslag · 4x100m vrije slag gemengd | |         |               |

## Persoonlijke records
Bijgewerkt tot en met 7 augustus 2025
Kortebaan
| Afstand         | Tijd  | Datum            | Plaats    |
| --------------- | ----- | ---------------- | --------- |
| 50m vrije slag  | 20,51 | 14 december 2024 | Boedapest |
| 100m vrije slag | 45,05 | 10 december 2024 | Boedapest |

Langebaan
| Afstand         | Tijd  | Datum           | Plaats    |
| --------------- | ----- | --------------- | --------- |
| 50m vrije slag  | 21,32 | 1 augustus 2025 | Singapore |
| 100m vrije slag | 46,81 | 30 juli 2025    | Singapore |

1964: Clark, Austin, Ilman, Schollander ·
1968: Zorn, Rerych, Spitz, Walsh ·
1972: Edgar, Murphy, Heidenreich, Spitz ·
1984: Cavanaugh, Heath, Biondi, Gaines ·
1988: Jacobs, Dalbey, Jager, Biondi ·
1992: Hudepohl, Biondi, Jager, Olsen ·
1996: Olsen, Davis, Schumacher, Hall ·
2000: Klim, Fydler, Callus, Thorpe ·
2004: Schoeman, Ferns, Townsend, Neethling ·
2008: Phelps, Weber-Gale, Jones, Lezak ·
2012: Leveaux, Gilot, Lefert, Agnel ·
2016: Dressel, Phelps, Held, Adrian ·
2020: Dressel, Pieroni, Becker, Apple ·
2024: Alexy, Guiliano, Armstrong, Dressel